# Sleep Is the Enemy
Sleep Is the Enemy è il terzo album in studio del gruppo rock canadese Danko Jones, pubblicato nel 2006.

## Tracce
1. Sticky Situation – 2:35
2. Baby Hates Me – 3:27
3. Don't Fall in Love – 3:23
4. She's Drugs – 2:38
5. The Finger – 2:26
6. First Date – 3:11
7. Invisible (feat. John Garcia) – 3:23
8. Natural Tan – 2:51
9. When Will I See You – 3:26
10. Time Heals Nothing – 3:42
11. Sleep Is the Enemy – 2:25